# 大迪杜希奇
49°9′25″N 23°59′27″E / 49.15694°N 23.99083°E
大迪杜希奇（烏克蘭語：Великі Дідушичі），是烏克蘭的村庄，位於該國西部利沃夫州，由斯特雷區斯特雷市鎮負責管轄，始建於1681年，面積21平方公里，海拔高度304米，該村人口1,700。